# Akaba kormányzóság

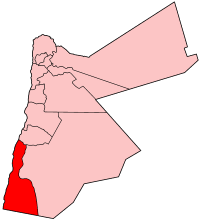
Akaba kormányzóság elhelyezkedése Jordánián belül

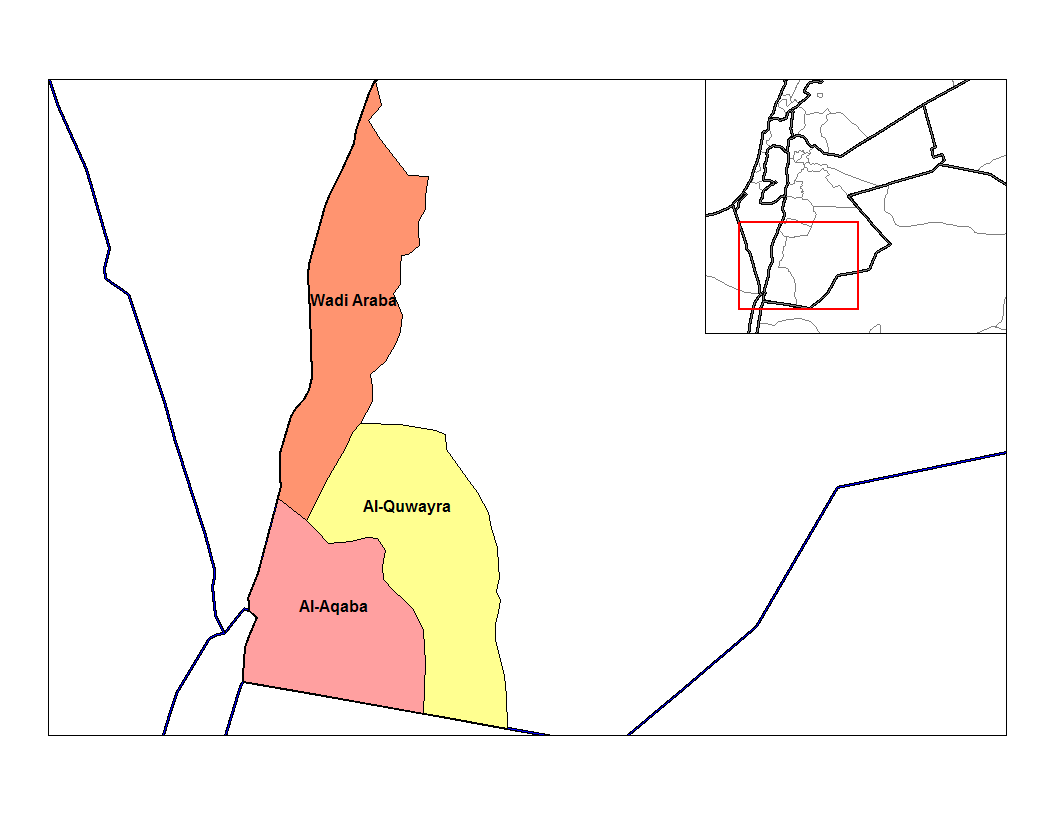
A tartomány körzetei (Vádi Araba 2001 óta Akaba körzet része)

El-Akaba kormányzóság (arabul محافظة العقبة [Muḥāfaẓat al-ʿAqaba]) Jordánia tizenkét kormányzóságának egyike. Az ország délnyugati részén fekszik. Északon et-Tafíla, keleten Maán, délen Szaúd-Arábia, délnyugaton a Vörös-tengerhez tartozó Akabai-öböl, nyugaton pedig Izrael határolja. Székhelye el-Akaba városa. Területe 6 583 km², népessége 107 115 fő. Területe két körzetre (livá) oszlik (el-Akaba, el-Kuvajra).